# Taylor Ritzel
Taylor Ritzel, född den 4 september 1988 i Aurora, Colorado, är en amerikansk roddare.
Hon tog OS-guld i åtta med styrman i samband med de olympiska roddtävlingarna 2012 i London.